# Marcos Herrera
Marcos Herrera (* 30. Juni 1999) ist ein ecuadorianischer Hürdenläufer, der sich auf die 110-Meter-Distanz spezialisiert hat.

## Sportliche Laufbahn
Erste internationale Erfahrungen sammelte Marcos Herrera im Jahr 2015, als er bei den Juniorensüdamerikameisterschaften in Cuenca in 14,64 s den achten Platz über 110 m Hürden belegte. Im Jahr darauf siegte er in 13,55 s bei den U18-Südamerikameisterschaften in Concordia über die niedrigeren U18-Hürden und auch bei den U20-Südamerikameisterschaften 2017 in Leonora siegte er in 13,58 s. Anschließend belegte er bei den Südamerikameisterschaften in Luque in 20,05 s den achten Platz, ehe er bei den U20-Panamerikameisterschaften in Trujillo in 13,66 s den fünften Platz belegte und mit der ecuadorianischen 4-mal-100-Meter-Staffel nicht ins Ziel gelangte. 2018 schied er bei den U20-Weltmeisterschaften in Tampere mit 14,02 s in der ersten Runde aus und anschließend klassierte er sich bei den Ibero-Amerikanischen Meisterschaften in Trujillo mit 14,73 s auf dem achten Platz, ehe er bei den U23-Südamerikameisterschaften in Cuenca in 14,17 s Vierter wurde. 2021 gewann er dann bei den Südamerikameisterschaften in Guayaquil in 13,77 s die Bronzemedaille hinter dem Brasilianer Rafael Henrique Pereira und Yohan Chaverra aus Kolumbien. Anschließend siegte er bei den U23-Südamerikameisterschaften ebendort in 14,10 s. Anfang Dezember siegte er auch bei den erstmals ausgetragenen Panamerikanischen Juniorenspielen in Cali in 13,94 s. 2023 belegte er bei den Südamerikameisterschaften in São Paulo in 14,21 s den siebten Platz und gelangte dann auch bei den Panamerikanischen Spielen in Santiago de Chile mit 14,29 s auf Rang sieben. Im Jahr darauf verpasste er bei den Ibero-Amerikanischen Meisterschaften in Cuiabá mit 14,21 s den Finaleinzug und 2025 gewann er bei den Südamerikameisterschaften in Mar del Plata in 13,77 s die Bronzemedaille hinter dem Chilenen Martín Sáenz und Thiago Ornelas dos Santos aus Brasilien. 
2021 wurde Hererra ecuadorianischer Meister im 110-Meter-Hürdenlauf. 

## Persönliche Bestzeiten
- 100 m Hürden: 13,70 s (+0,6 m/s), 17. Mai 2022 in Fontainebleau
  - 60 m (Hürden): 8,01 s, 24. Februar 2021 in Madrid